# Rio Chiojdul (Bâsca Chiojdului)
O Rio Chiojdul é um rio da Romênia, afluente do Bâsca Chiojdului, localizado no distrito de Prahova,

Buzău.